# Abner Doubleday
Abner Doubleday, ameriški general, * 26. junij 1819, Ballston Spa, Saratoga County, New York, ZDA,  † 26. januar 1893, Mendham, Morris County, New Jersey, ZDA. 
Po njem so poimenovali ladjo SS Abner Doubleday.